# Egron Lundgren

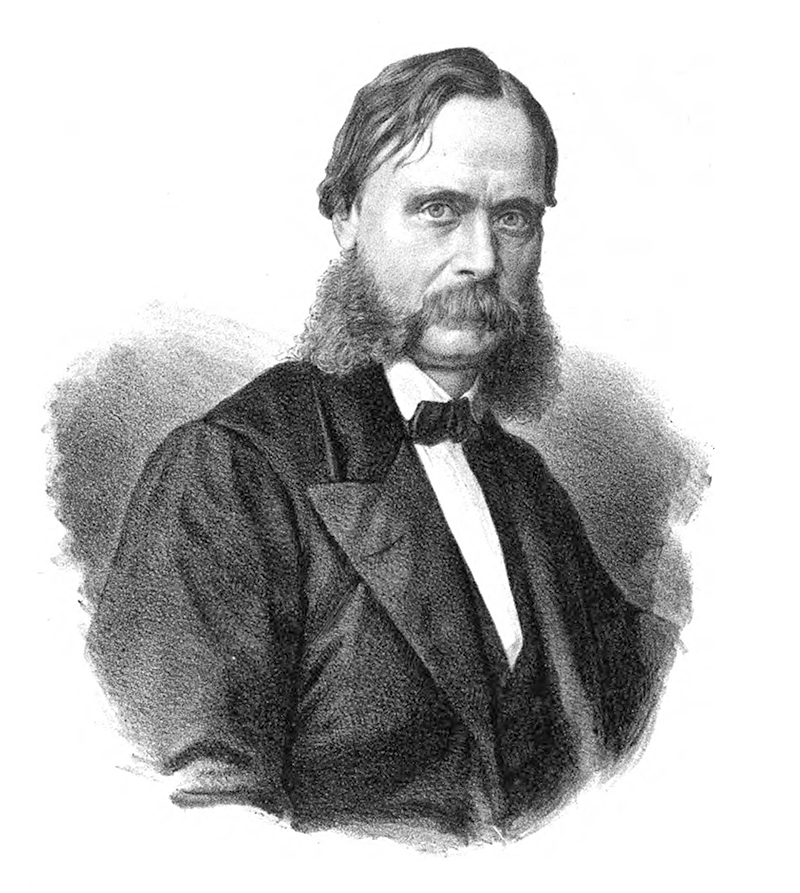
Egron Lundgren

Egron Sellif Lundgren (* 18. Dezember 1815 in Stockholm; † 23. Dezember 1875 ebenda) war ein schwedischer Maler und Schriftsteller.

## Leben
Mit zwanzig Jahren begann Lundgren ab 1835 an der Kunstakademie seiner Heimatstadt zu studieren. Nach seinem Abschluss ging er 1839 nach Paris, wo er zwei Jahre Schüler im Atelier von Léon Cogniet wurde. Anschließend ging Lundgren nach Italien und ließ sich für acht Jahre in Rom nieder. Dort gab er das Ölmalen auf und wandte sich der Aquarell- und Gouachemalerei zu. Von Italien begab er sich nach Spanien und von hier nach England. Durch Königin Victoria bekam er zahlreiche Aufträge, deren erste Szenen aus Shakespeares Lustspielen zum Gegenstand hatten.

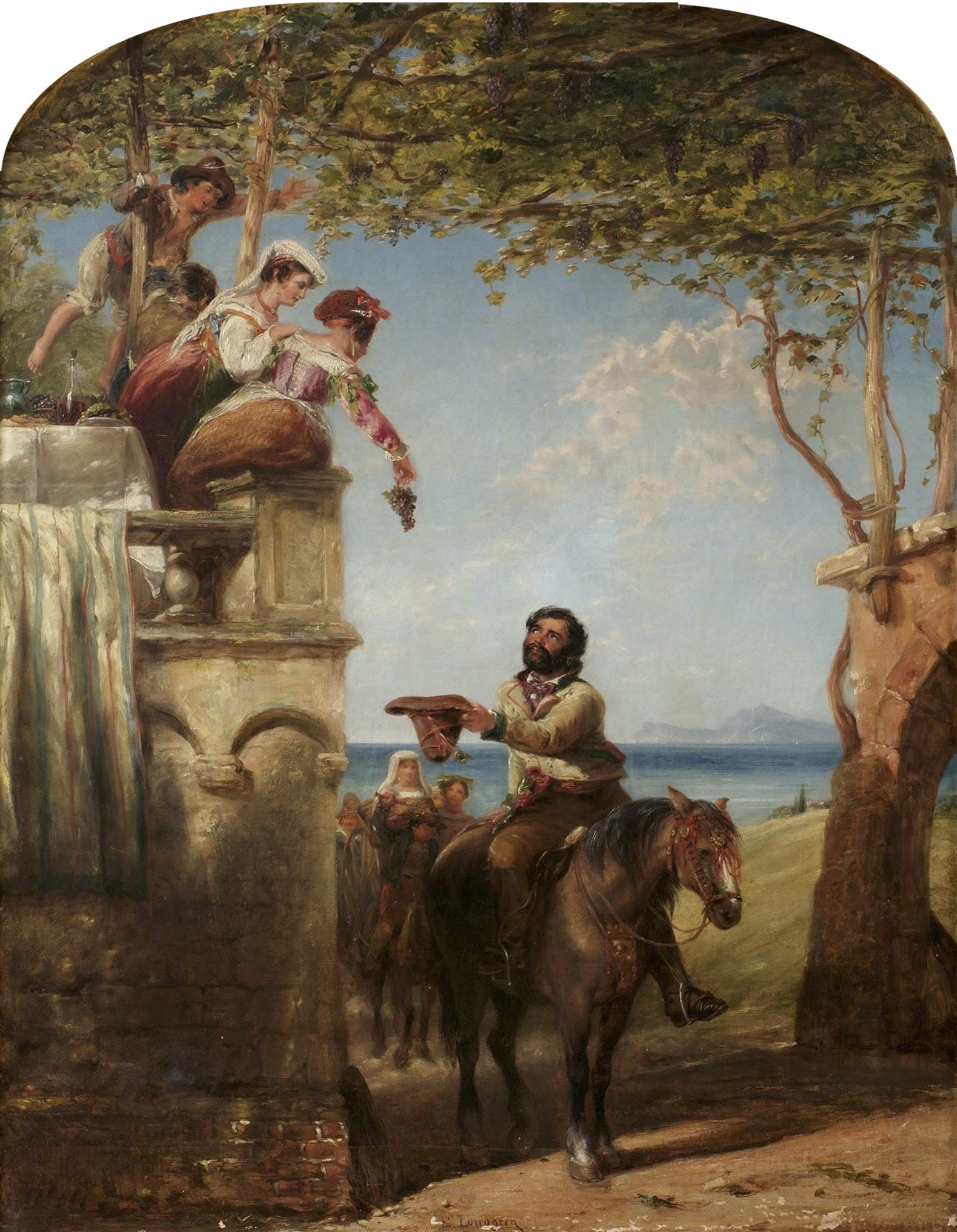
Gåvan

Als 1858 der Krieg in Indien ausbrach, machte ihm ein Haus in Manchester den Antrag, auf seine Kosten dahin zu gehen, um Zeichnungen aus dem Feldzug anzufertigen. Mit einer Mappe von 500 Bildern heimkehrend, veranstaltete er eine Ausstellung und ward infolgedessen eines der auserwählten 30 Mitglieder der Society of Painters in Water Colours.
1860 kehrte er nach Schweden zurück, besuchte später Ägypten und Spanien sowie England zum zweiten Mal. Die beiden letztern Länder boten ihm die meisten Motive zu seinen Bildern, die sich beinahe alle in England befinden. Man rühmt seine große Herrschaft über die feinsten Nuancen der Farben, sein Geschick, rasch aufzufassen und mit wenigen Zügen die Wirkung von Farbe und Licht zu geben, namentlich das Charakteristische zu treffen, während die Zeichnung nicht überall korrekt ist. Ebenso groß wie sein Ruf als Aquarellist in England, ist in Schweden der des geistreichen Reisebeschreibers.
Im Alter von 60 Jahren starb Egron Sellif Lundgren am 23. Dezember 1875 in Stockholm.

## Werke
- Sitzende junge Ciociara. Bleistift/Aquarell auf Papier, achteckig, Rom 1845, (Erinnerungsbuch der Deutschen Künstler …), Bibliotheca Hertziana Rom
- In Toledo. Buntstift/Aquarell auf Papier, 1855, versteigert 2006,[1] vermutlich Privatsammlung